# Hanami (film)
Hanami is een Kaapverdisch-Zwitsers-Portugese coming of age-film uit 2024, geregisseerd en mede geschreven door Denise Fernandes. De hoofdrollen worden vertolkt door Sanaya Andrade, Daílma Mendes, Alice Da Luz, Nha Nha Rodrigues en Yuta Nakano.

## Verhaal
De film speelt zich af op het afgelegen vulkanisch eiland Fogo, waar drie cruciale fasen van Nana's leven getoond worden. Eerst als peuter die door haar moeder is verlaten, daarna als een kind dat op een surrealistisch avontuur gaat, en ten slotte als tiener die wordt achtervolgd door haar verleden.

## Rolverdeling
| Acteur            | Personage |
| ----------------- | --------- |
| Sanaya Andrade    |           |
| Daílma Mendes     | Nana      |
| Alice Da Luz      |           |
| Nha Nha Rodrigues |           |
| Yuta Nakano       |           |

## Productie
Regisseur Denise Fernandes schreef het scenario samen met de Portugese filmmaker Telmo Churro. Hanami werd geproduceerd door Alina Film en O Som e a Fúria, met Ventura Film en RSI Radiotelevisione Svizzera als coproducenten.

## Release en ontvangst
Hanami ging op 14 augustus 2024 in première op het Filmfestival van Locarno in de Concorso Cineasti del Presente-sectie.

## Prijzen en nominaties
De belangrijkste:
| Jaar | Prijs                    | Categorie                             | Genomineerde(n)  | Uitslag     |
| ---- | ------------------------ | ------------------------------------- | ---------------- | ----------- |
| 2024 | Filmfestival van Locarno | Gouden Luipaard Cineasti del presente | Denise Fernandes | Genomineerd |
| 2024 | Filmfestival van Locarno | Beste nieuwe regisseur                | Denise Fernandes | Gewonnen    |
| 2024 | Film Fest Gent           | Grand Prix voor Beste Film            | Denise Fernandes | Genomineerd |